# زاویه براده
زاویه براده (به انگلیسی: Rake angle) پارامتری است که در بریدن و فرایند ماشین‌کاری استفاده می‌شود، که در آن زاویه برش نسبت به صفحه کار. سه نوع زاویه براده وجود دارد: مثبت، صفر یا خنتی و منفی
- براده برداری مثبت: اگر زاویه برش به سمت سطح داخلی کار باشد، براده برداری مثبت است. (شکل ۱)
- براده برداری صفر: براده برداری خنثی یا صفر است، اگر سطح دستگاه برش عمود بر سطح داخلی کار باشد.
- براده برداری منفی: اگر زاویه برش به سمت سطح خارجی کار باشد، براده برداری منفی است. (شکل 2)

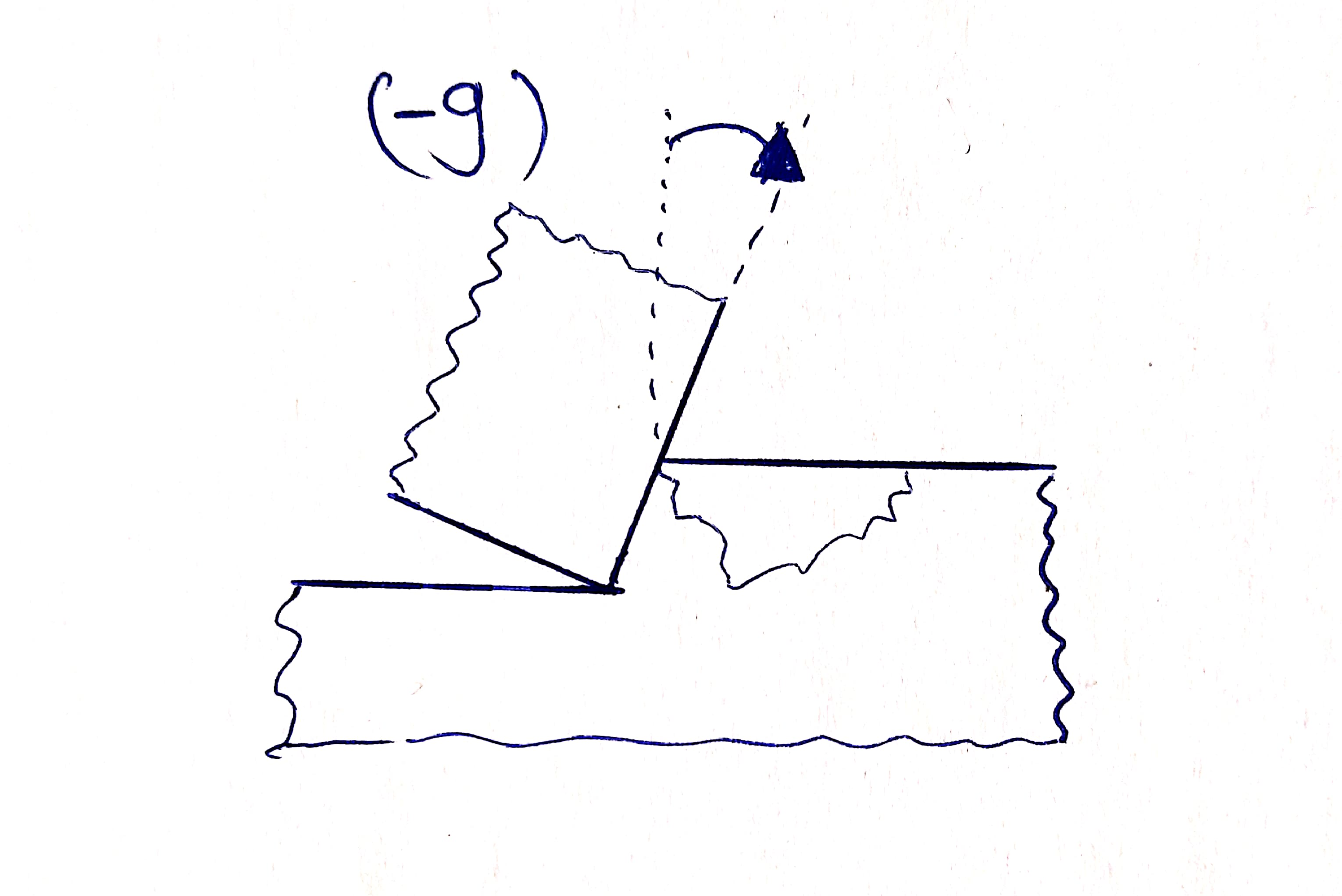
تصویر یک

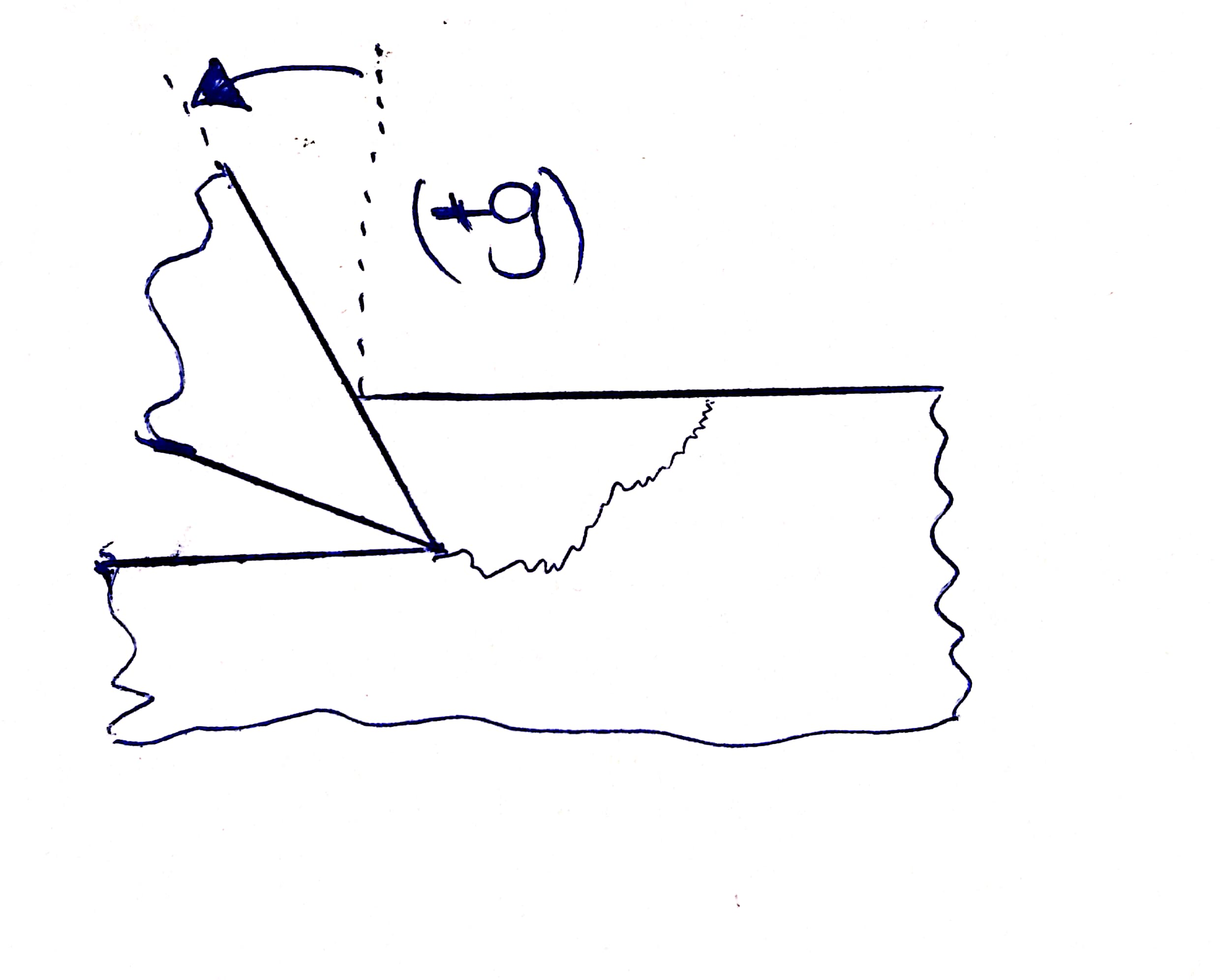
تصویر دو

## انواع زاویه براده

### زاویه براده برداری مثبت
عموما:
- سطح جسم را تیز و برنده می‌کند که به تبع استحکام دستگاه را کم می‌کند که امکان لب پر شدن نوک را افزایش می‌دهد.
- به تشکیل تراشه‌های پیوسته در مواد نرم کمک می‌کند.
- از تشکیل لبه‌های ساخته شده جلوگیری می‌کند.
- نیاز به نیروی برش و توان مورد نیاز را کاهش می‌دهد.

### زاویه براده برداری منفی
عموما:
- سطح جسم را کند می‌کند و استحکام لبه دستگاه را برش کاری شده را افزایش می‌دهد.
- نیرو برش را افزایش می‌دهد.
- توان مورد نیاز برش را افزایش می‌دهد.
- اصطکاک و به تبع آن امکان بالا رفتن دما را افزایش می‌دهد.

### زاویه براده برداری صفر
عموما:
- ساخت راحتتری دارند.
- تیز کردن محدد آسانتری دارند.
- توان و نیرو برش کمتری نسب به براده بردای منفی نیاز دارد.[۱]

## زاویه براده پیشنهادی
زاویه براده پیشنهادی می‌تواند بسته به ماده تحت برش، عمق برش، جنس دستگاه برش، سرعت برش، تنظیمات و روند متفاوت باشد. جدول زیر خلاصه ای از زاویه برش را برای سوراخ‌کاری، آسیاب کردن، اره کردن و چرخش یک نقطه در ماشین تراش ارائه می‌دهد.
| ماده تحت برش  | براده برداری با چرخش (درجه) | براده برداری با سوراخ کاری (درجه) | براده برداری ببا آسیاب کردن (درجه)) | براده برداری با اره کردن (درجه) |       |
| ------------- | --------------------------- | --------------------------------- | ----------------------------------- | ------------------------------- | ----- |
| آلمینیوم      | ۱۲–۲۵                       | ۴۰                                | ۳۵                                  | ۱۲–۲۵                           |       |
| برنج          | ۳–۱۴                        | ۸                                 | ۰                                   | ۳–۱۴                            |       |
| برنز          | ۵–۱۴                        | .                                 | ۰                                   | ۵–۱۴                            |       |
| چدن خاکستری   | ۰–۶                         | ۰                                 | ۵                                   | ۳–۶                             |       |
| مس            | ۱۸–۲۵                       |                                   |                                     | ۱۶                              | ۱۸–۲۵ |
| پلی استر      | ۲۰–۲۵                       | .                                 | .                                   | ۲۰–۲۵                           |       |
| PVC           | ۲۰–۲۵                       | .                                 | .                                   | ۲۰–۲۵                           |       |
| فولاد ضدزنگ   | ۸–۱۰                        | ۸                                 | ۸                                   | ۸–۱۰                            |       |
| فولاد، معمولی | ۱۲–۱۴                       | ۲۰                                | ۸–۱۵                                | ۱۲–۱۴                           |       |
| تینانیوم      | ۰–۴                         | .                                 | .                                   | ۰–۴                             |       |